# Søren Andersen Vedel
Søren Andersen Vedel (16. juli 1587, Ribe - 22. januar 1653, Ribe) var en dansk rektor og præst.

## Liv og karriere
Søren Vedel var af søn af historikeren Anders Sørensen Vedel og Mette Hansdatter, hans morfar var biskop Hans Laugesen og oldefar Hans Tausen. I 1604 blev han student i Ribe, og i 1608 rektor i Sorø. I 1611 rejste han udenlands, blandt andet til Tyskland og England.
I 1616 skulle der vælges en ny sognepræst til Ribe Domkirke, ripenserne havde to kandidater, da de ikke kunne blive enige måtte de rejse til Skanderborg, hvor de to lavede en prøve prædiken for Christian 4.. Angiveligt skulle Søren Vedel være gået derfra med sejren.
I 1618 blev Søren Vedel gift med Susanna Pedersdatter, datter af Peder Christensen og Else Iversdatter Wandal fra Ribe. Ved siden og frem boede Søren Vedel og hans familie i huset Snagdal i Ribe (nuværende: hjørnet af Skolegade og Sønderportgade), ved siden Liljebjerget hvor hans fader boede. under svenskekrigene i 1600'tallet blev Ribe i 1644 besat af svenske tropper, inden deres afrejse smadrede de alle vinduerne i Snagdal.
Hans gravsten ligger i Ribe Domkirke.
Søren Vedel og hans hustru efterlod sig 4 sønner og 3 døtre. Blandt børnene kan nævnes:
- Dorethe Sørensdatter Vedel (1620-1673) gift i 1638 med Anders Romdrup, som enke igen gift med læge Ludvig Johansen Pouch[3]
- Else Sørensdatter Vedel (1624-1697) gift i 1658 med Niels Jørgensen Seerup
- Peder Sørensen Vedel (1630-1691) provst i Rejsby Pastorat